# Vijetnam
Vijetnam, službeno Socijalistička Republika Vijetnam je država u jugoistočnoj Aziji na obali Južnog kineskog mora i Tajlandskog zaljeva. Graniči na sjeveru s Kinom, na zapadu s Laosom i na jugozapadu s Kambodžom.
Oko 85 % od 96 milijuna stanovnika su etnički Vijetnamci, a preostali dio sastoji se od ukupno 53 etničke manjine.
Jednopartijski sustav u Vijetnamu predvodi Komunistička partija Vijetnama, koja ne dopušta nikakvu političku oporbu, slobodu govora ili slobodu okupljanja.
Zemlja je na polju gospodarstva proglasila „tržišno orijentirani socijalizam”, gdje su dozvoljene strane investicije i razvoj domaćih kapitalističkih poduzeća, slično kao u susjednoj Kini. Zahvaljujući takvim reformama zemlja bilježi industrijski napredak i pad siromaštva među stanovništvom, ali i vrlo raširenu korupciju.

## Zemljopis
Zemlja je izdužena u smjeru sjever – jug (1650 km), s uskim središnjim dijelom (na najužem mjestu samo 50 km). Uz obalu se nalazi ravnica koja se na sjeveru proširuje u deltu Crvene rijeke u kojoj se nalazi Hanoi, a na jugu u veliku deltu Mekonga u kojoj je smješten najveći vijetnamski grad Ho Ši Min (Saigon). Na zapadu zemlje, uz granicu s Laosom, dominiraju planinski lanci među kojima se ističu dugi Anamitski kordiljeri (1100 km). Najviši vrh je Fan Si, 3 143 m. Sjeverni Vijetnam ima suptropsku klimu, dok središnja i južna regija imaju tropsku klimu.

## Povijest
Pisana povijest Vijetnama počinje oko 200. pr. Kr. kad je postao dijelom države Nam Viet (kin. Nan Yue) koja je obuhvaćala i današnje južne kineske provincije Guangxi i Guangdong (Kanton), a vodio ju je odmetnuti kineski general s podrškom lokalnog nekineskog stanovništva.
Godine 111. pr. Kr. Kina je uspjela vratiti odmetnute teritorije i područje sjevernog Vijetnama sljedećih je tisuću godina, do 939., bilo dio Kineskog Carstva. Kineski upravitelji pokušali su sinicizirati Vijetnam, ali to je samo potaknulo lokalne elite na homogenizaciju i doprinijelo stvaranju posebnog vijetnamskog identiteta.
Povijest Vijetnamaca prije svega je povijest borbe protiv kineske prevlasti, popraćena s druge strane postupnim širenjem prema jugu i potiskivanjem tamošnjih hinduiziranih naroda Čampa, rođaka današnjih Kmera iz Kambodže. Još prije nego što su se u Hanoiju smjestili prvi kineski guverneri, povele su sestre Trung pobunu. Trung Trac, udovica feudalca s područja delte, te njena sestra Trung Nghi „osvojile su 65 tvrđava”, ali ih je konačno ipak porazio kineski guverner Ma Vien kraj hanojskog Velikog jezera. Sestre se u očaju bace u rijeku. Danas ih se može vidjeti; stariju u zlatnom, mlađu u crvenom brokatu, u hramu što su im ga Hanojci podigli još u 12. stoljeću.
Ipak, tijekom više od deset stoljeća neposredne kineske vladavine ustanci su, prema povjesničaru Pham Huy Thongu, bili tek „epizodne manifestacije lokalnog partikularizma, koji se bez pretjerivanja ne bi mogao nazvati nacionalnim osjećajem”. Vijetnamski feudalci imali su znatne koristi od kineskog mira, „pax sinica”, koji im je bio nametnut. Kineska poljoprivredna tehnika omogućila je veće prihode, a sustav mandarinske hijerarhije protegao se i na Vijetnam. Vijetnamci su polagali carske ispite, te u doba moćnih dinastija Han i Tang dopirali do najviših mjesta carske hijerarhije u Pekingu.
Propašću dinastije Tang završava razdoblje kineskog mira nad Tonkinom. Uz dugu obalu, a gdjegdje i dublje u unutrašnjosti u riječnim dolinama, žive Vijetnamci. Na planinama i na visoravnima nastanile su se mnogobrojne manjine: Taj, Muong, Moi, Nung, Ji itd. Veće bogatstvo u ravnicama uvijek je mamilo planinske barbare. Protiv njih su prethodno kineski prokonzuli dizali bedeme Hanoija. Kada je vlast Sina Neba pokolebana i u samom Carstvu Sredine, Vijetnamci su osjetili da moraju sami organizirati svoju zaštitu. U nemogućnosti dalje računati na poljuljano carstvo, stanovnici ove pogranične marke dižu se u autonomnu vojnu jedinicu. Tada se kroz niz zbivanja Vijetnam udaljava od kineskog svijeta i počinje se rađati vijetnamski nacionalni osjećaj. Godine 939. Ngo Quyen protjeruje kineske garnizone.

### Neovisnost
Neovisni Vijetnam formira se pod dvjema moćnim domaćim dinastijama: Ly (1010. – 1225.) i Tran (1225. – 1400.). Održavanje nasipa i brana stalna je briga kraljeva. Već 1108. Lyevi podižu veliku branu Coa kraj Hanoija, a 1244. kralj Tran Thai Thong osniva povjerenstvo za obeštećenje vlasnika rižinih polja na kojima se imaju graditi nasipi. Iako srednjovjekovni Vijetnam nije poznavao instituciju lena, odnos vazala i suverena i vezanost kmeta za zemlju, srž njegove društvene strukture je u tome da brojčano neznatna manjina zemljoposjednika izravno ili neizravno raspolaže plodovima rada stotina tisuća seljaka.
Kraljevi dinastije Tran odbili su tri napada Mongola, koji su pokušali pokoriti njihovu zemlju kao što su pokorili Kinu. Unuk Džingis-kana pokušao je s 500 000 vojnika prodrijeti i kopnom i morem. Razbio ga je Tran Hung Dao, koji će stoljećima ostati legendarnom figurom, pa će čak i Võ Nguyên Giáp po njemu dati ime jednoj svojoj vojnoj operaciji 1951. godine. Vijetnamska monarhija u svim pojedinostima preslikava institucije Kineskog Carstva. Konfucijanizam zadržava isto mjesto koje je imao u dobu kineske uprave. Vojni i civilni činovnici mandarini biraju se jednako kao u Kini, na osnovi literalnih natječaja. Zadržava se kinesko pismo i kineski je jedini službeni jezik. Pismeni Vijetnamci rabe kineski, a Lyjevi i Tranovi simbolično nastavljaju slati danak kineskom caru koji im formalno potvrđuje položaj šaljući kraljevski pečat.
Ly Thanh Tong daje izgraditi hram književnosti posvećen Konfuciju i njegovim učenicima. Ly Thi To naređuje podići pagodu na jednom stupu, koja se kao obredni lotosov cvijet odražava u vodi i evocira pobožnu legendu o Ly Thai Tou, koji dugo nije imao muškog nasljednika te je jednog dana u snu vidio boginju Quan I Am kako sjedi na lotosovu cvijetu i pruža mu dječačića. Nedugo nakon toga ugledao je u vrtu petnaestogodišnju djevojku, oženio ju je i dobio sina.
U 15. stoljeću, nakon pada dinastije Tran, kineski car Jung Lo poznat po gradnji pekinškog Tien Anmena, opet pokušava proširiti izravnu vlast Kine nad Vijetnamom. Njegove postrojbe prodiru u Tonkin preko Porte de Chine i klanca kod Lao Kaya. Počinje kratko razdoblje kineske uprave, ali vođa seljačkih ustanika Le Loy godine 1427. oslobađa od Kineza Hanoi. Na Le Loyja podsjeća Malo jezero i legenda o njemu. Kaže da je Le Loy po poslobođenju Hanoija kanio podnijeti žrtvu Geniju Jezera na kojem je ribar lovio ribu. Sjeo je u barku, kad se odjednom pojavi velika kornjača, sama mu izvadi mač iz korica (onaj što mu ga je dala kako bi oslobodio domovinu) i zajedno s mačem nesta u vodi. Jezero se odonda zove Hoan Kiem (Jezero Vraćenog Mača), a u kornjačinu čast podignut je paviljon na otočiću.
Od polovice desetog do polovice devetnaestog stoljeća i dolaska Francuza u Vijetnamu su se izmjenjivala razdoblja neovisnosti i kineske dominacije. U 17. i 18. stoljeću zemlja se proširila na jug i zauzela područje delte Mekonga; takva ekspanzija dovela je ubrzo do podjela između juga i sjevera koje su prevladane u početku 19. stoljeća. Dana, 17. kolovoza 1798. godine, u vrijeme kada su katolici bili progonjeni i ubijani u Vijetnamu, dogodilo se ukazanje Gospe od La Vanga. Svetište Gospe od La Vanga (Bazilika) nalazi se u današnjoj općini Hai Phu u okrugu Hải Lăng u provinciji Quảng Trị u središnjem Vijetnamu.

### Francuska kolonija
Francuzi su zauzeli zemlju u nekoliko pohoda od 1859. do 1882. godine. Od samog početka francuske vladavine pojavljivali su se pokreti za autonomiju i neovisnost. Poslije prvog svjetskog rata vodeću ulogu polako su preuzimali komunisti povezani sa Sovjetskim Savezom na čelu s Ho Ši Minom. Nakon drugog svjetskog rata Hoov pokret Viet Minh (Liga za neovisnost Vijetnama) proglasio je neovisnost, ali Francuska nije namjeravala odstupiti. Nakon neuspješnih pregovora, otvoreni je rat počeo u prosincu 1946. i trajao do 1954. kada je Francuska pretrpjela odlučujući poraz kod Dien Bien Phua.
Vijetnam je Ženevskim dogovorima privremeno podijeljen na Sjeverni Vijetnam i Južni Vijetnam dio s granicom na 17. paraleli; u južnom dijelu autokratski je vladao katolički političar Ngo Dinh Diem koji je uz podršku SAD-a odbio provesti nacionalne izbore i ujedinjenje zemlje. Sjeverni Vijetnam je nakon oslobođenja od Francuza postigao znatan gospodarski napredak. Proizvodnja riže 1955. godine iznosila je 1 132 000 t, čak 46 % više nego potkraj kolonijalnoga doba. Prosječna proizvodnja po stanovniku porasla je sa 100 kg na 303 kg. Stočni fond se povećao za 56 %.
Od 1953. do 1956. podignuto je 10 većih poduzeća koja su razorile francuske postrojbe, a prošireno 18 drugih koja su djelovala i tijekom oslobodilačkog rata. Niklo je 18 potpuno novih tvornica, a 50 industrijskih objekata nalazilo se u fazi izgradnje. Položeno je 526 km željeznice, popravljeno 3 800 km cesta, te postavljeno preko 10 000 km telefonskih crta. 97 500 nezaposlenih djelatnika dobilo je stalno radno mjesto.
Godine 1956. 50 % proračunskih rashoda trošilo se u cilju gospodarskog napretka, 12,2 % na kulturu, a 22,6 % na narodnu obranu. U trima godinama opismenjeno je 730 000 osoba, a otvoreno je 5 046 škola s 20 000 nastavnika. Samo 1956. začeta su tri sveučilišta s 3 904 studenta. Istodobno je tisućinjak vijetnamskih studenata pohađalo inozemna sveučilišta. Osnovan je filmski studio koji je izdao 73 dokumentarna filma i filmska žurnala. Od 1954. do 1957. godine Sjeverni Vijetnam je dobio 164 nove bolnice i preko 500 ambulanti.
Krajem pedesetih razbuktao se sukob gerilaca Vijetkonga koji su, potpomognuti iz Sjevernog Vijetnama, tražili ujedinjenje, i vlasti Južnog Vijetnama. Nakon što je postalo jasno da se Južni Vijetnam neće moći samostalno održati SAD su se aktivno uključile u rat i 1968. oko 500.000 američkih vojnika borilo se na strani juga. Zbog velikog broja žrtava američka javnost okrenula se protiv rata i 1973. Amerikanci su se povukli iz zemlje. Snage Sjevernog Vijetnama iskoristile su slabost juga i 1975. u velikoj ofenzivi zauzele cijelu zemlju.

## Stanovništvo
Najbrojniji su Vijetnamci koji govore vijetnamskim jezikom i budisti su. Najveća manjinska zajednica su Kinezi koji su nakon ujedinjenja u velikom broju napustili zemlju. U planinama i na krajnjem jugu zemlje žive mnogobrojne manje etničke skupine.
117 europskih misionara, vijetnamskih svećenika i vjernika laika ubijeno je iz mržnje prema vjeri tijekom 17., 18. i 19. stoljeća (vijetnamski mučenici, od kojih je najpoznatiji sveti Andrija Dũng-Lạc). Kanonizirao ih je papa Ivan Pavao II. na Trgu svetog Petra u Vatikanu, u lipnju 1988. godine, čemu je prethodila nekolicina pojedinačnih beatifikacija još od pape Lava XIII. Tijekom tri stoljeća katoličkih progona u Vijetnamu ubijeno je između 130 i 300 tisuća vjernika. Na temeljima njihova mučeništva izgrađena je Katolička Crkva u Vijetnamu, koja danas broji oko 6 milijuna vjernika, s petom najvećom katoličkom zajednicom u Aziji.

## Gospodarstvo
Nakon ujedinjenja, zemlja je obnavljana po načelima sovjetskog komunizma do 1986. kada su pokrenute gospodarske reforme pod nazivom Đổi Mới, po kineskom uzoru. Tijekom devedesetih poboljšani su odnosi sa SAD-om, a u zemlju su ušli mnogobrojni strani investitori. Gospodarstvo postiže visoke stope rasta, ali, zbog niske početne vrijednosti, BDP je i dalje prilično nizak. U 2004. godini bio je 2700 USD po stanovniku, mjereno PPP-om (paritetom kupovne moći). Godine 2017. bilježi se BDP PPP u visini od 7.772 USD po stanovniku, za oko petinu više od, primjerice, Indije, ali niti polovice učinka kakvoga daju ekonomije Tajlanda ili Kine.
Makar je u na selu sva zemlja u vlasništvu države, koja je vlasnik i strateških kompanija, u zemlji se razvilo privatno poduzetništvo, sa značajnim prisustvom stranog kapitala i značajnim brojem vrlo bogatih domaćih kapitalista, koji djeluju pod pokroviteljstvom Komunističke partije. U zemlji je široko rasprostranjena korupcija, ali vlasti poduzimaju aktivnosti da je umanje.

## Vanjske poveznice
Sestrinski projekti
|  | Zajednički poslužitelj ima stranicu o temi Vijetnam    |
|  | Zajednički poslužitelj ima još gradiva o temi Vijetnam |
|  | Wječnik ima rječničku natuknicu Vijetnam               |